# Ératosthène (cratère)
Pour les articles homonymes, voir Ératosthène (homonymie).

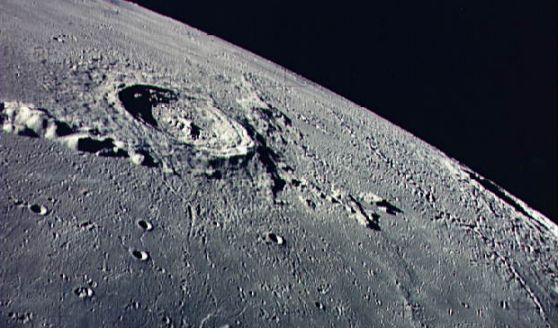
Le cratère Ératosthène vu depuis Apollo 17.

Ératosthène (nom international : Eratosthenes) est un cratère d'impact situé sur la face visible de la Lune. Il se situe entre Mare Imbrium (la mer des Pluies) et Sinus Aestuum (le golfe Torride), et marque la limite occidentale des monts Apennins. Les cratères Marco Polo, Stadius et Copernic sont respectivement situés à l'est, au sud-ouest et à l'ouest.
L'union astronomique internationale lui a donné en 1935 le nom de l'astronome, géographe et mathématicien grec Ératosthène (v. 276 − v. 194 av. J.-C.).
Ératosthène a été créé par un impact dont on estime l'âge à 3,2 milliards d'années (Ga). Il a donné son nom à l'Ératosthénien, une période de l'échelle des temps géologiques lunaires allant de 3,2 à 1,1 Ga.

### Liens externes

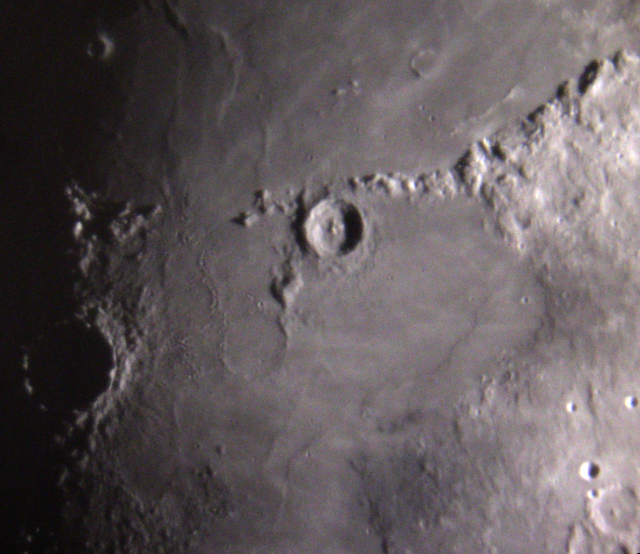
Vue du cratère Copernic (à gauche) et des cratères Ératosthène et Stadius au centre.

## Cratères satellites
Les cratères dits satellites sont de petits cratères craterlets situés à proximité du cratère principal, ils sont nommés du même nom mais accompagné d'une lettre majuscule complémentaire (même si la formation de ces cratères est indépendante de la formation du cratère principal). Par convention ces caractéristiques sont indiquées sur les cartes lunaires en plaçant la lettre sur le point le plus proche du cratère principal. Liste des cratères satellites d'Ératosthène :
| Ératosthène | Latitude | Longitude | Diamètre |
| ----------- | -------- | --------- | -------- |
| A           | 18.4° N  | 8.3° W    | 6 km     |
| B           | 18.7° N  | 8.7° W    | 5 km     |
| C           | 16.9° N  | 12.4° W   | 5 km     |
| D           | 17.5° N  | 10.9° W   | 4 km     |
| E           | 18.0° N  | 10.9° W   | 4 km     |
| F           | 17.7° N  | 9.9° W    | 4 km     |
| H           | 13.3° N  | 12.2° W   | 3 km     |
| K           | 12.9° N  | 9.2° W    | 5 km     |
| M           | 14.0° N  | 13.6° W   | 4 km     |
| Z           | 13.8° N  | 14.1° W   | 1 km     |